# Marie-Gabriel-Florent-Auguste de Choiseul-Gouffier
Marie-Gabriel-Auguste-Florent de Choiseul-Gouffier (Parigi, 27 settembre 1752 – Aix-la-Chapelle, 20 giugno 1817) è stato un diplomatico e scrittore francese.

## Biografia

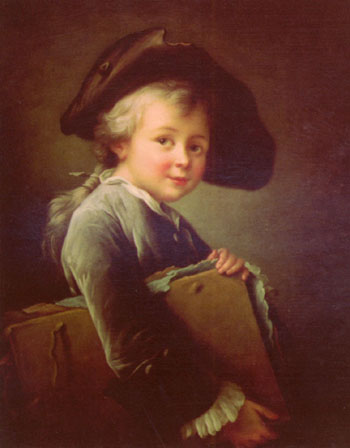
François-Hubert Drouais, Le jeune élève - Le comte de Choiseul en élève modèle

Di famiglia nobile (al nome di famiglia fu aggiunto Gouffier in onore della madre proveniente a sua volta da una famiglia dell'alta nobiltà), la sua passione per l'antichità nacque dagli studi al Collège d'Harcourt
 
e dalla successiva frequentazione dell'abate Barthélemy. Amico di Talleyrand fin dal collegio, condivise con lui gli intrighi di corte e gli sconsigliò la carriera religiosa.

Stemma di famiglia.

Nel 1776 partì per la Grecia su una fregata comandata dal marchese di Chabert, geografo e astronomo, in compagnia del pittore Jean-Baptiste Hilaire e di due ingegneri, visitando il sud del Peloponneso, le Cicladi ed altre isole dell'Egeo fino all'Asia minore. Al ritorno pubblicò il primo volume del suo Voyage pittoresque de toute la Grèce, che ebbe un gran successo. L'opera aveva anche un obiettivo politico - spiegare gli intrighi nell'Egeo tra Impero russo e Impero ottomano - e facilitò la sua carriera intellettuale e politica.
Divenne membro dell'Académie des inscriptions et belles-lettres nel 1779, e nel 1783 successe a d'Alembert all'Académie française, ricevuto da Condorcet. Restò accademico fino alla soppressione dell'istituzione nel 1793; nel 1816 riprese il suo seggio n. 25, che mantenne fino alla morte.

### A Costantinopoli e poi in Russia
Choiseul-Gouffier fu nominato ambasciatore a Costantinopoli nel 1784. La nomina fu occasione per continuare l'esplorazione della Grecia, accompagnato dal maggiore dei suoi figli e da Fauvel, pittore, archeologo e diplomatico, per continuare ad acquisire documentazione per il suo Voyage pittoresque.
Nella sede turca restò fino al 1791 quando, richiamato in Francia dalla Convenzione nazionale, rifiutò di rientrare, per timore di essere ghigliottinato. La Rivoluzione allora lo espropriò dei suoi beni e inviò a Costantinopoli un nuovo ambasciatore, che però il sultano Selim III si rifiutò di riconoscere. 
Choiseul-Gouffier restò nella sede costantinopolitana per un altro anno, facendosi raggiungere dal suo secondo figlio, accompagnato dal precettore abate Nicolle
.
Insieme, i due emigrarono in Russia, nel dicembre 1792, arrivando a San Pietroburgo, alla corte di Caterina II, nell'estate successiva (le tre figlie minori erano rimaste in Francia con la madre, furono imprigionate ad Amiens durante il Terrore, ma si salvarono dalla ghigliottina). Qui l'ambasciatore, i suoi figli e l'abate si stabilirono per i successivi 10 anni
.
Morta la zarina, il successore Paolo I nel 1797 lo incaricò di realizzare la prima biblioteca pubblica russa, a partire dalla Biblioteca Załuski, nominandolo direttore dell'Accademia delle arti e delle Biblioteche imperiali di Russia e donandogli terre e un dominio in Galizia. I figli fecero una buona carriera militare.

### Il ritorno in Francia

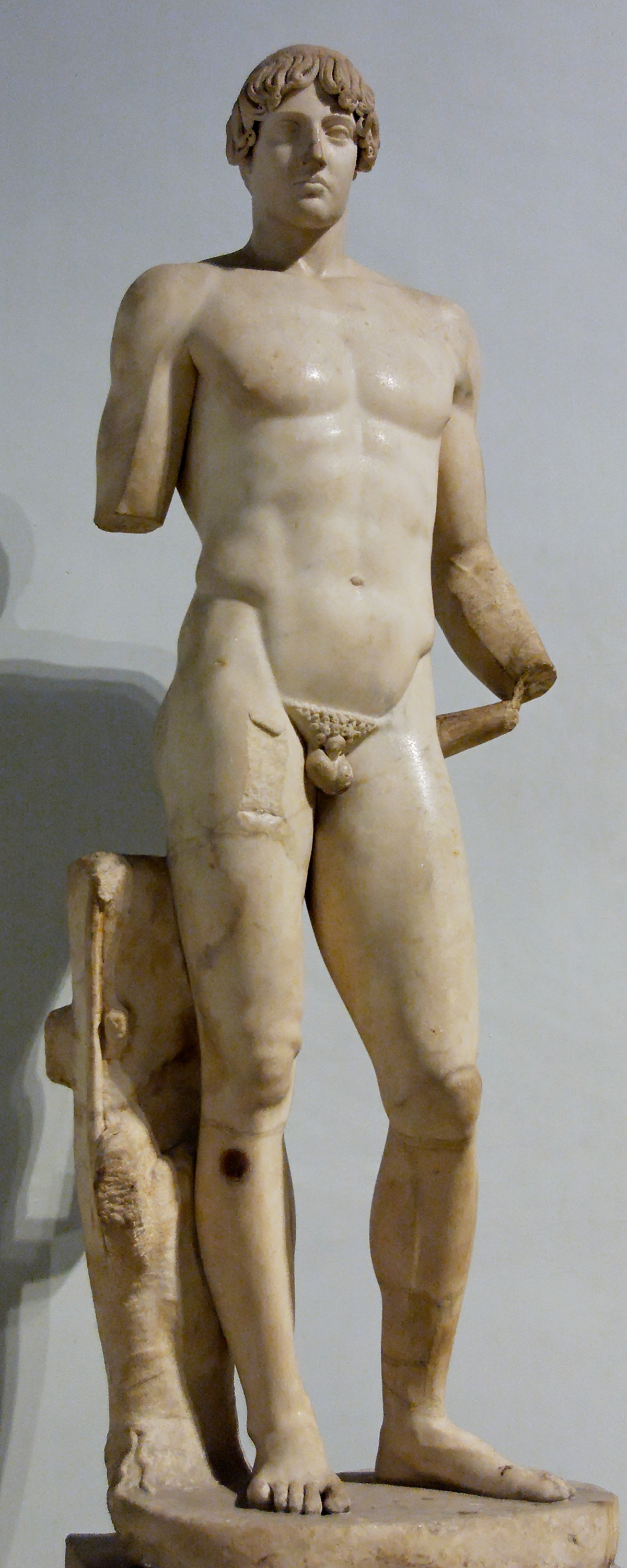
il c.d. Apollo Choiseul-Gouffier, al British Museum

Choiseul-Gouffier tornò in Francia nel 1802, dopo che Napoleone ebbe amnistiato la nobiltà espatriata. L'amnistia  e l'offerta di partecipare al governo non fecero di lui, tuttavia, un sostenitore dell'Impero. Fedele a Luigi XVIII si dedicò a riordinare le sue collezioni greche e a pubblicare il secondo volume del Voyage pittoresque de la Grèce. Nel 1812 cominciò la costruzione di un palazzo agli Champs-Élysées ad imitazione dell'Eretteo, dove ospitare le sculture (come l'Apollo Choiseul-Gouffier) e i calchi provenienti dalle sue esplorazioni in Grecia e recuperati anche con l'aiuto del suo amico Talleyrand, per il quale fungeva da contatto ufficioso presso Luigi XVIII, che egli aveva già rappresentato alla corte russa durante l'emigrazione.
Alla Seconda restaurazione, nel 1815, entrò alla Camera dei pari per diritto ereditario, schierandosi a sostegno dei governi borbonici, e tornò nel 1816 sul suo seggio all'Académie française.
Alla sua morte le sue collezioni antiquarie andarono all'asta e furono acquisite in parte dal Museo del Louvre. La seconda parte del secondo volume del suo Voyage pittoresque fu pubblicata postuma, nel 1822.
Tra le altre opere d'arte, possedeva delle Rovine di architettura di Hubert Robert, copia incisa da Demoulin in una stampa recante queste parole: «Dedicate all'amico delle arti» (coll. pers.).

## IlVoyage pittoresque de la Grèce
In quest'opera - quella per cui è noto - Choiseul-Gouffier presenta, oltre a monumenti poco conosciuti, una Grecia idealizzata, schiacciata dalla dominazione ottomana e desiderosa di ritrovare la libertà. Questa visione romantica della Grecia moderna fu condivisa da molti viaggiatori dell'inizio del XIX secolo.
La pubblicazione contribuì alla crescita del Filellenismo, idea politica che nel 1830 sarà alla base della guerra d'indipendenza greca contro il dominio ottomano e fece conoscere regioni della Grecia fin allora sconosciute, come le Cicladi. 
Come gli altri viaggiatori in Grecia, Choiseul-Gouffier si propose di esplorare i luoghi sulla base dei testi antichi, con lo scopo dichiarato di «sentire più acutamente le bellezze diverse delle scene omeriche contemplando le immagini che Omero aveva avuto sotto gli occhi». In questo contesto, le esplorazioni da lui condotte costituirono uno dei modelli della parte scientifica della spedizione di Morea.

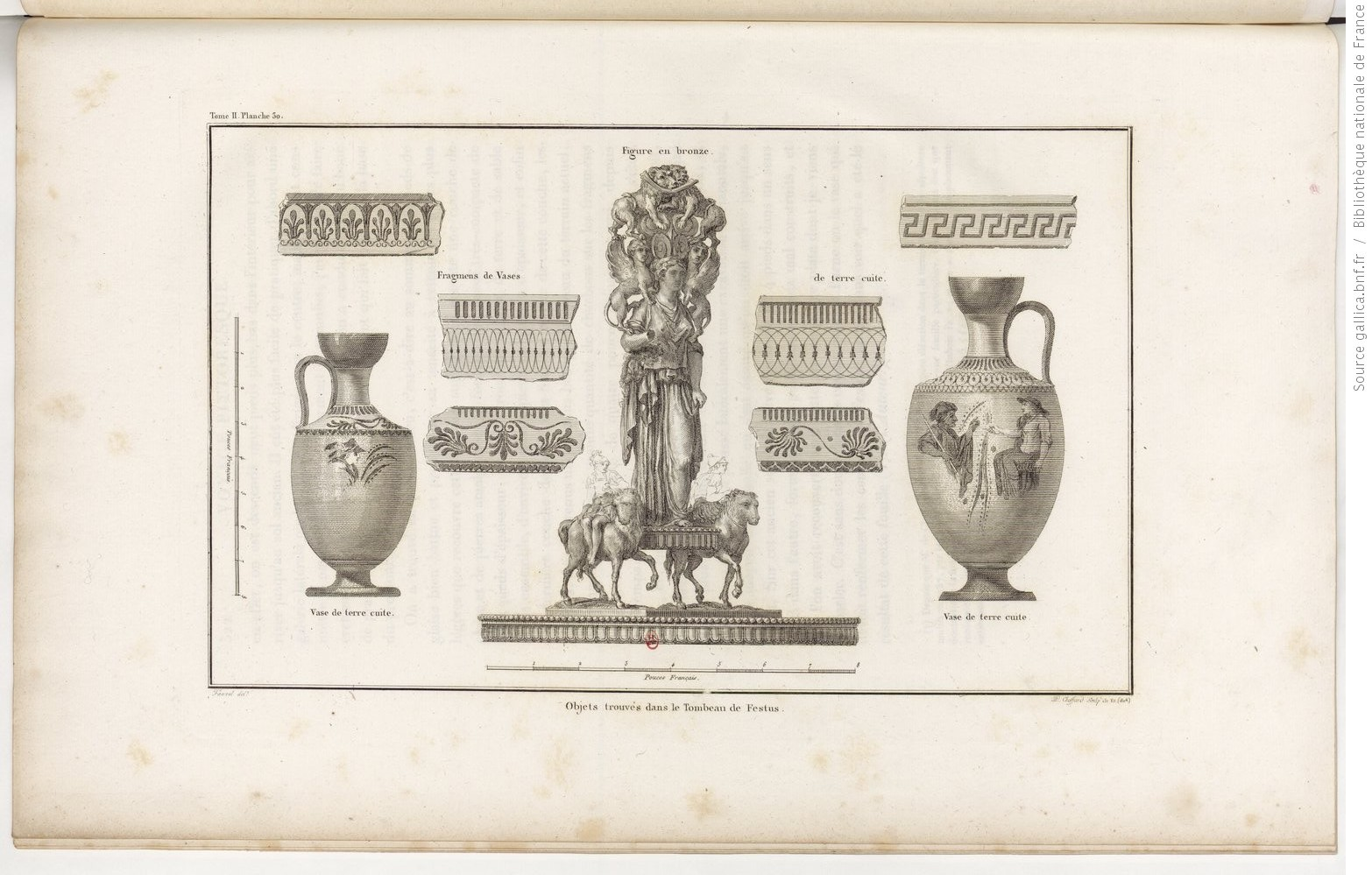
Louis-François-Sébastien Fauvel per Choiseul-Gouffier, Oggetti trovati in Troade nelle tomba di Festo, dal Voyage pittoresque vol.2

L'incarico di illustrare il secondo volume del Voyage era stato affidato al pittore che aveva sottratto alla Rivoluzione mandandolo a studiare in Svizzera e in Italia, Turpin de Crissé. Illustrazioni complementari furono realizzate da Louis-François-Sébastien Fauvel, che Choiseul-Gouffier inviò in Grecia da Costantinopoli al seguito di Lady Craven.
L'opera presenta un'abbondante iconografia, raffigurante monumenti, paesaggi, mappe, che costituiscono la base della redazione del testo.
I disegni furono incisi dai migliori artisti parigini dell'epoca, come Pierre-Philippe Choffard, Moreau le jeune, Jacques Aliamet, Pierre-Gabriel Berthault.
Il primo volume uscì per sottoscrizioni (modello economico editoriale già adottato per la pubblicazione dell'Encyclopédie) a partire dal 1778, datato 1782 nella pagina del titolo. Il secondo volume, che presenta un'iconografia meno sviluppata e più testo, fu pubblicato suddiviso in due tomi, il primo dei quali uscì nel 1809, e il secondo postumo, nel 1822, con il suo ritratto frontespizio e la storia della sua vita.
Tra i suoi Diari troviamo una Dissertation sur Homère (Dissertazione su Omero), un Mémoire sur l'hippodrome d'Olympie (Memoria sull'ippodromo di Olimpia), e un Recherches sur l'origine du Bosphore de Thrace (Ricerche sull'origine del Bosforo di Tracia).